# Acusilas coccineus
Acusilas coccineus es una especie de arañas araneomorfas de la familia Araneidae.

## Localización
Se encuentra distribuidas desde China a las Molucas.